# 陈杰 (中国工程院院士)
陈杰（1965年7月—），福建福清人，中国工程院院士，现任哈尔滨工业大学党委书记。曾任北京理工大学教授、博士生导师，副校长，同济大学校长，中华人民共和国教育部党组成员、副部长，兼国家语言文字工作委员会主任、中国联合国教科文组织全国委员会主任，是第二十届中央候补委员。

## 生平
1982年，毕业于福清一中。1986、1996、2001年分获北京理工大学学士、硕士和博士学位。
1989年至1990年，在美国加利福尼亚州立大学做访问学者。1993年，在日本东京工业大学任客座研究员。1996年至1997年，在英国伯明翰大学任研究员。
历任北京理工大学自动控制系主任、信息科学技术学院党委书记、科技处处长、科学技术研究院常务副院长、校长助理。2014年4月至2018年7月任北京理工大学党委常委、副校长。
2017年当选中国工程院院士。
2018年7月任同济大学校长（副部长级）。2022年6月27日于上海市第十二次党代表大会上被选为中共二十大代表。
2023年1月6日被免去同济大学校长职务，改任教育部副部长。2024年11月13日，转任哈尔滨工业大学党委书记。